# Kaple svatého Prokopa (Praskolesy)

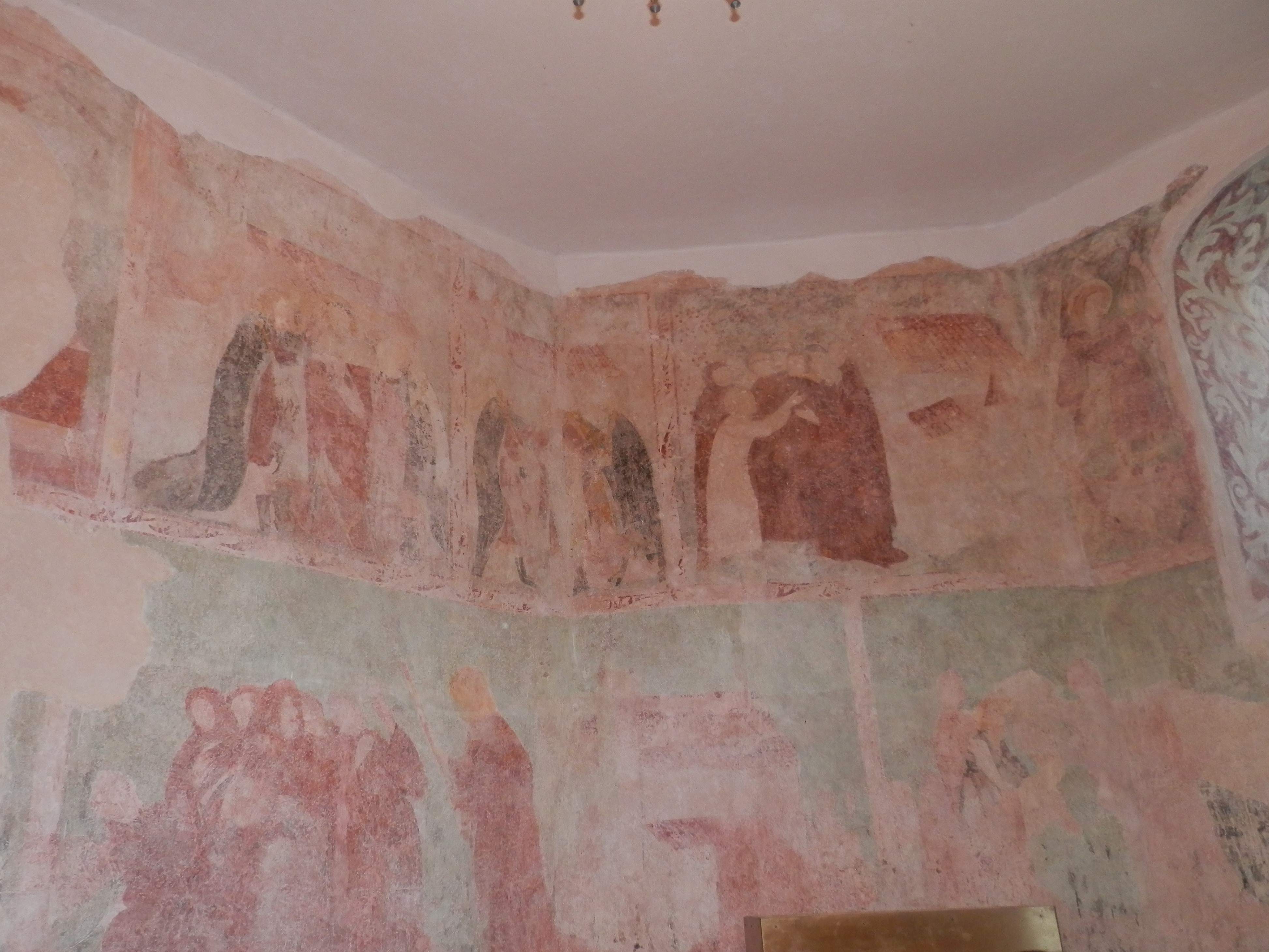
Gotické fresky

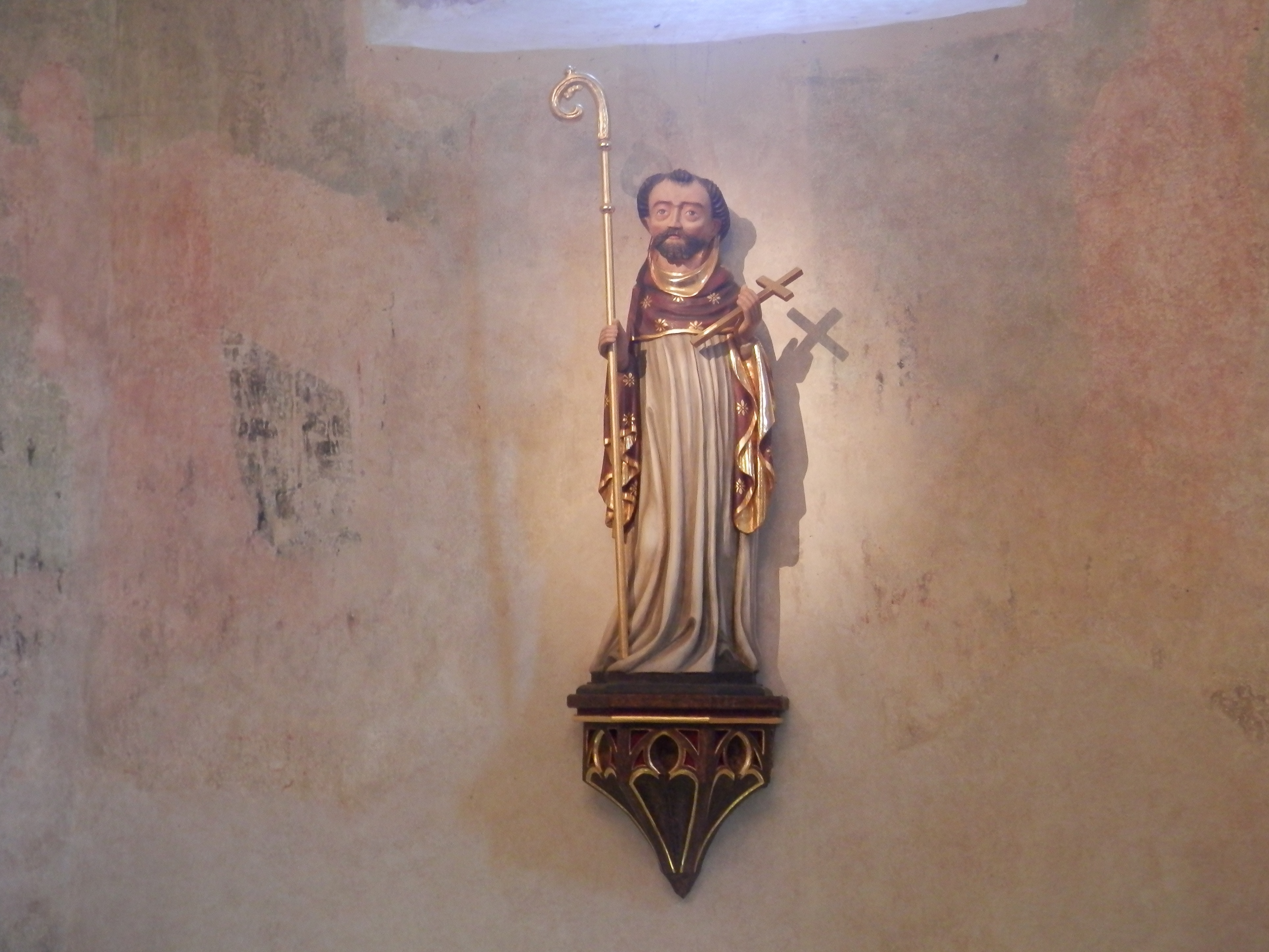
Socha sv. Prokopa

Kaple sv. Prokopa je gotická památka v obci Praskolesy. Po r. 2005 došlo zásluhou praskoleské společnosti sv. Prokopa a za vydatné pomoci obecního úřadu Praskolesy k postupné rekonstrukci této památky. Rekonstrukce, při které byly objeveny původní fresky ze 14. století, byla ukončena v r. 2014.

## Historie
Kaple byla postavena v druhé polovině 14. století, pravděpodobně pro potřeby Karlštejnské kapituly, které věnoval ves Praskolesy císař Karel IV. Zakládací listina se bohužel nedochovala, takže existuje i teorie, že kapli založil některý z místních farářů 14. století.

## Exteriér
Kaple je jednoduchá nevelká stavba s trojbokým závěrem a zachovalými třemi gotickými okny s kružbami. Do kaple vede původní sedlový gotický portál ze severní strany. Kaple se nachází na místě bývalého hřbitova v těsné blízkosti kostela sv. Mikuláše.

## Interiér
V letech 2005–2008 odkryl a zrestauroval Miroslav Slavík gotické fresky, které představují ve čtrnácti obrazech scény z legendy o sv. Prokopovi, dále pak fresky představující postavy archanděla Michaela, světců Jana Křtitele, Apoleny, Markéty a Anežky Římské. Na dřevěném parapetu kůru je olejomalba dvanácti apoštolů, pocházející pravděpodobně ze 17. století, s pozdější renovací v r. 1743, jak uvádí letopočet nad obrazy apoštolů. Při renovaci kaple byla odkryta pod úrovní podlahy část gotického oltáře, dnes překrytá skleněnou deskou. Prostor před oltářem byl osazen kopiemi původních dlaždic. V kapli se nacházela gotická soška sv. Prokopa, která byla nahrazena kopií a originál ze 14. století je uložen v depozitáři pražského arcibiskupství. V kapli sv. Prokopa je umístěna hrobka karlštejnských děkanů, kteří od roku 1671 pobývali na zámečku v Praskolesích.

## Současnost
Památka dnes slouží k pořádání kulturních akcí, např. koncertů, výstav. Tradicí se staly výstavy vždy o víkendu kolem svátku sv. Prokopa. Kapli lze navštívit po předchozí domluvě na obecním úřadě.